# Sirichai Lamphuttha
Sirichai Lamphuttha (thailändisch สิริชัย ลำพุทธา, * 9. Juli 1987 in Yasothon), auch als Tum bekannt, ist ein thailändischer Fußballspieler.

## Karriere
Sirichai Lamphuttha stand bis Ende 2016 beim Port FC in Bangkok unter Vertrag. 2014 absolvierte er für Port 24 Erstligaspiele. 2015 musste er mit Port den Weg in die zweite Liga antreten. Für Port spielte er noch ein Jahr in der zweiten Liga. 2017 wechselte er zum Khon Kaen FC. Der Verein aus Khon Kaen spielte in der dritten Liga, der Thai League 3, in der Upper Region. Ende 2017 wurde er mit Khon Kaen Meister der Region und stieg in die zweite Liga auf. Für Khon Kaen spielte er die Hinserie in der Thai League 2. Die Rückserie spielte er beim Ligakonkurrenten Sisaket FC in Sisaket. 2019 schloss er sich dem ebenfalls in der zweiten Liga spielenden MOF Customs United FC aus Bangkok an. Für die Customs absolvierte er 16 Zweitligaspiele. Anfang 2020 wurde er vom Drittligisten Kasem Bundit University FC unter Vertrag genommen. Hier stand er bis Mitte 2020 unter Vertrag. Am 1. Juni 2020 wechselte er zum Drittligisten Angthong FC. Mit dem Klub aus Ang Thong trat er in der Western Region der Liga an. Nach zwei Jahren wechselte er im Juni 2022 zum ebenfalls in der dritten Liga spielenden Dragon Pathumwan Kanchanaburi FC. Mit dem Klub aus Kanchanaburi spielte er 21-mal in der Western Region. Am Ende der Saison feierte er mit dem Verein die Meisterschaft der Region sowie den Aufstieg in die zweite Liga. Nach dem Aufstieg verließ er den Verein und schloss sich dem in der Western Region spielenden Lopburi City FC an. Nach neun Ligaspielen, in denen er zwei Tore erzielte, wechselte er nach der Hinserie im Dezember 2023 zu dem in der Bangkok Metropolitan Region spielenden Samut Sakhon City FC.
Für den Klub aus Samut Sakhon bestritt er zehn Ligaspiele. Nach einer Spielzeit wechselte er im August 2024 wechselte er zum Ligakonkurrenten STK Muangnont FC. Nach sechs Ligaspielen wechselte er im Januar 2025 zu dem in der Central Region spielenden Saraburi United FC.

## Erfolge
Khon Kaen FC
- Thai League 3 – Upper: 2017  ▲

Dragon Pathumwan Kanchanaburi FC
- Thai League 3 – West: 2022/23  ▲